# Cachurzy
Cachurzy (nazwa własna йыхбы – jychby, nazwa rosyjska Цахуры pochodzi od osady Cachur w Dagestanie) – naród kaukaski, żyjący obecnie głównie w Azerbejdżanie (13.000) i rosyjskim Dagestanie (8.200).

Cachurzy używają języka cachurskiego, należącego do grupy lezgińskiej (nachsko-dagestańskiej) języków kaukaskich.